# Хлопчик, Кріт, Лис та Кінь
«Хлопчик, Кріт, Лис та Кінь» (англ. The Boy, the Mole, the Fox and the Horse)  — це ілюстрована книжка Чарлі Маккізі, видана у 2019 році. Вона розповідає про розвиток дружби між чотирма головними героями книги, про яких йдеться в назві.

## Рецензії
Рецензію на Хлопчика, Крота, Лиса та Коня опублікував The Hindu, а Джеймс Лавгроув з Файненшл таймс включив її до свого списку найкращих книжок-картинок 2019 року.
2020-го року книга увійшла до шорт-листа номінації «Нехудожня книжка року в категорії лайфстайл» («Non-Fiction Lifestyle Book of the Year») Британської книжкової премії («British Book Awards»), а також стала «Книгою року» за версією Barnes & Noble в 2019 році і перемогла в номінації «Книга року» за версією Waterstones в 2019 році".
«Хлопчик, Кріт, Лис та Кінь» увійшов до бестселерів.

## Анімована адаптація
У жовтні 2022 року вийшов короткометражний анімаційний фільм Хлопчик, кріт, лисиця та кінь , який створили режисери Пітер Бейнтон і Маккесі, історія адаптована Джоном Крокером і Маккізі, співпродюсерами стали Кара Спеллер, Джей Джей Абрамс і Ганна Мінгелла, а співвиконавчим продюсером — Вуді Гаррельсон; Джуд Ковард-Ніколл озвучив Хлопчика, Том Голландер — Крота, Ідріс Ельба — Лиса і Гебріел Бірн — Коня. Саундтрек до короткометражки написала Ізобел Воллер-Брідж. Адаптація вийшла в ефір на BBC One та на BBC iPlayer 24 грудня 2022 року, а прем'єра відбулася на Apple TV+ як оригінальний фільм Apple («Apple Original Film») 25 грудня 2022 року за межами Великої Британії.